# 小川ひろみ
小川 ひろみ（おがわ ひろみ、1963年7月27日 - ）は、日本の政治家。宮城県黒川郡大衡村長（1期）、元大衡村議会議員（3期）。

## 経歴
宮城県大衡村出身。1984年仙台白百合短期大学卒業。卒業後は帰郷し、大衡村で主婦となる。1997年大衡村教育委員に就任。4期務める。2012年大衡村議会議員補欠選挙に無所属で立候補し、無投票で当選する。村議を3期務め、2015年に副議長を務めた。2023年大衡村長選挙に立候補し、元村議を破り当選。宮城県では仙台市以外では初の女性市町村長となった。